# Freddy Birset

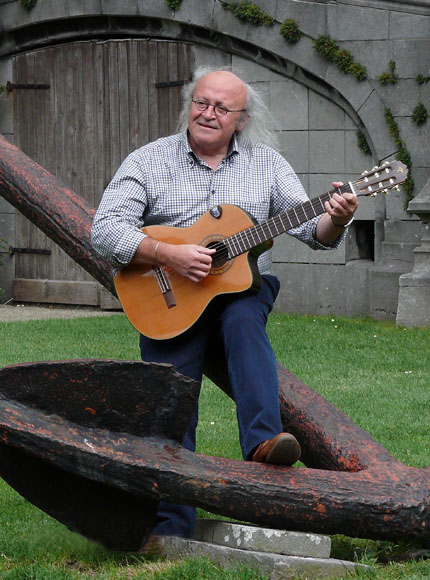
Freddy Birset, 2007

Freddy Birset (* 20. Januar 1948 in Genk; † 9. März 2021) war ein belgischer Sänger.

## Leben
Freddy Birset wurde als Sohn eines flämischen Fleischers und einer wallonischen Krankenschwester in Genk geboren. Viele Jahre trat er weltweit in Bars und Straßencafés auf, bevor er als Gitarrist im Orchester des Schlagersängers Rocco Granata tätig war. In den 80er Jahren wandte er sich schließlich der Interpretation französischer Chansons zu.
Ab 1995 war Piet Roelen sein Manager, wodurch unter anderem eine Zusammenarbeit mit Helmut Lotti möglich wurde, der ebenfalls von Roelen gemanagt wird. Freddy Birset begleitete Helmut Lotti auf zahlreichen Konzerten. Beide nahmen 2003 das Duett Et Maintenant/What Now My Love auf, das Platz 8 der flämischen Charts erreichte und Freddy Birsets erster Single-Charterfolg wurde. Das Album Souvenirs de France, das im gleichen Jahr erschien und auch in Deutschland veröffentlicht wurde, erreichte Platz 23 der flämischen Charts. Noch erfolgreicher war das Album Merci ma vie, das in Flandern Platz 14 erreichte.

## Diskografie

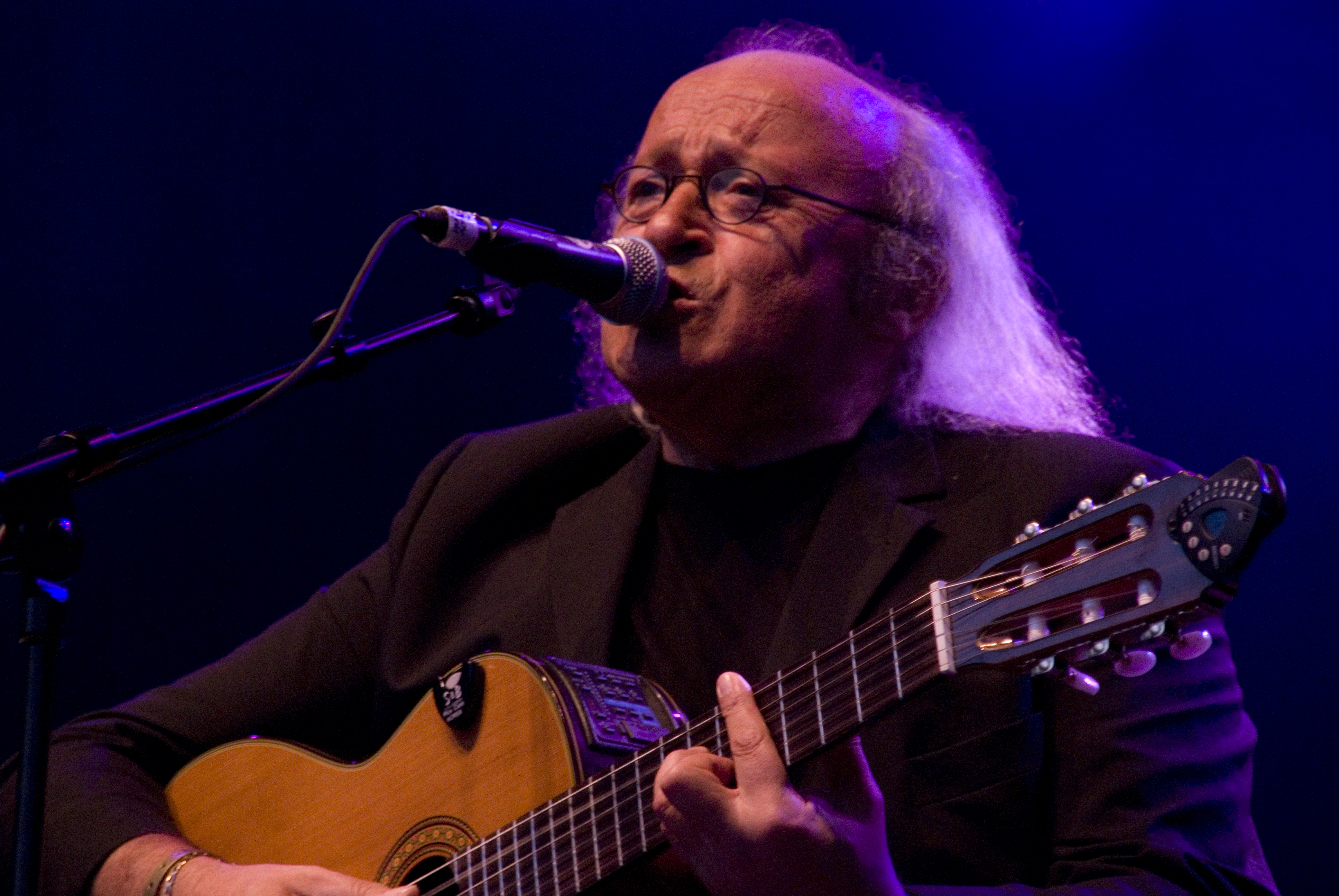
Freddy Birset während eines Konzerts im Jahre 2007

### Alben
- La douce France (1992)
- Goede Dagen (1994)
- Music in the Air (1998)
- Mein französischer Traum (2002)
- Souvenirs de France (2003)
- Merci, ma vie · Souvenirs de France II (2004)
- Chansons à la carte XXL (2008)

### Singles
- Et maintenant / What Now My Love (Duett mit Helmut Lotti; 2003)
- Capri c’est fini (2003)
- Inch allah (2003)
- Donne-moi ta main (2004)
- Les heros de la route (2005)
- Bim bim (2007)
- Salut les amoureux (Duett mit Marijn Devalck; 2008)